# 豊登道春
豊登 道春（とよのぼり みちはる、1931年3月21日 - 1998年7月1日）は、福岡県田川郡金田町（現在の福智町）出身で立浪部屋所属に所属した元大相撲力士・元プロレスラー。本名は定野 道春（さだの みちはる）。最高位は東前頭15枚目。大相撲時代の体格は、身長173cm、体重105kg。レスラー時代の体格は身長174cm、体重114kg。

## 来歴

### 幼少期
1945年、当時戸畑市（現・北九州市戸畑区）にあった日本製鐵の海員養成所に入り、三等機関士の資格を得る。帝国海軍へ志願するもほどなく太平洋戦争の終戦を迎えたため、以後は八幡製鉄所で曳き舟の機関員として働いていたほか、港湾荷役の仕事も兼任していた。

### 力士時代
1947年春、小倉市に当時の横綱・羽黒山率いる大相撲巡業が訪れた際に、後援会の会員の紹介で関係者に引き合わされ、その場で立浪部屋への入門が決まる。同年6月場所、「定野」の四股名で初土俵。その後「金田山」→「豊登」と四股名を改め、1950年秋場所で十両に昇進するが、一場所で幕下に転落し、以後しばらくは十両と幕下を行ったり来たりする。1953年9月場所で十両優勝を果たし、1954年3月場所で幕内昇進して3場所取り組むも、親方との不仲により廃業。得意手は、右四つ、出し投げ、腕捻り、櫓投げ。力任せの強引な取り口だったという。

### 日本プロレス時代
1954年10月、大相撲の先輩、力道山率いる日本プロレスに入団。11月に千葉県茂原市にて宮島富雄を相手にデビュー。1956年10月、全日本ウェート別選手権に出場し準決勝進出、頭角を現す。
その後、力道山のタッグパートナーとして海外遠征に同行したことで実力をあげ、1960年6月7日、力道山と組んでダン・ミラー&フランク・バロアを破り、第3代アジアタッグ王者となる。同王座は力道山の死後も、吉村道明やジャイアント馬場をパートナーに3回獲得した。
1963年の力道山の死を受け、後継者として1965年には日本プロレスの2代目社長に就任。ポスト力道山のエースとして、1964年にジン・キニスキー、1965年にフレッド・ブラッシーを破り、春のワールドリーグ戦連覇を果たした。
1964年12月4日、東京都体育館にてザ・デストロイヤーからWWA世界ヘビー級王座を奪取したが、デストロイヤーは帰国後も王者として防衛戦を続け、日米で2つのWWA王座が混在する事態となった（飛行機嫌いの豊登が渡米を渋り、WWAの本拠地ロサンゼルスでの防衛戦を行おうとしなかったため、WWA本部が豊登の王座奪取を無効にしたとされる）。以降、アメリカではペドロ・モラレスを経てルーク・グラハムへタイトルが渡り、最終的には1965年9月20日、ロサンゼルスに遠征してきた豊登をグラハムが下して統一王者となったが（一度は豊登が勝ち2本のベルトを巻いたが、反則絡みのため取り消し）豊登の王座戴冠はWWAのタイトル史には記録されていない。生涯のシングル王座戴冠はこのWWA世界ヘビー級王座のみである。
しかし、これまでサバ折りや、逆エビ固めのように、力任せの技しかない豊登にエースは務まらず、日本プロレスの興行収益は見る見る低下していった。見かねた日本プロレスの幹部は、アメリカ修行中のジャイアント馬場を緊急帰国させ、豊登と馬場による2トップ体制を敷く。すると、テレビ視聴率は力道山時代を上回る数字を弾き出すようになる。しかし豊登は団体経営に興味が無く、実務を専務に就任した芳の里に丸投げして平日からギャンブル三昧の日々を送り、ある日会社の金2000万円(2024年時点で8000万円に相当)を非合法ギャンブルに使い果たした。1965年末、生来のギャンブル好きから来る数々の横領が発覚して吉村道明ら幹部から非難を受け、ジャイアント馬場のインターナショナル・ヘビー級王座獲得（力道山の死後封印されていたのが馬場にシングルの王座を与えるために復活）によりエースの地位が危うくなったこともあって社長を退任、日本プロレスからも退社することになった。親友である芳の里もギャンブル癖を看過出来ず、賭博で使い果たした2千万円を退職金代わりに豊登を会社から追放した格好となった。

### 猪木略奪事件
1966年3月、アメリカ遠征から帰国の途についていた当時日本プロレス所属のアントニオ猪木とホノルルで密会。「日本プロレスに帰ってもお前は馬場の2番手だぞ。俺の団体に来たら社長としてエースにしてやるから」と口説き落とし、猪木を伴い帰国。俗に「太平洋上の略奪」と呼ばれる。同年10月12日、蔵前国技館で東京プロレス旗揚げ戦を挙行した。このヘッドハンティングは自身を追放した日本プロレスへの復讐でもあった。
しかしここでも豊登は会社を私物扱いしており、売上金をわしづかみにして競輪場へ直行するという有様であった。テレビ放送が付かなかったこと、営業力が弱体であったこと、さらにこれらのトラブルから豊登と猪木の信頼関係が失われたことなどでわずか3か月で団体は消滅。猪木は日本プロレスに復帰した。

### 現役後期
東京プロレス消滅後、国際プロレスに入団。1968年2月14日、サンダー杉山をパートナーにファビュラス・カンガルーズ（アル・コステロ&ドン・ケント）を下してTWWA世界タッグ王座を獲得。同年12月にはビル・ロビンソンとIWAワールド・シリーズの決勝を争った。1969年5月18日にはパリにてストロング小林とともに、モンスター・ロシモフ&イワン・ストロゴフを破りIWA世界タッグ王座の初代王者チームとなった。
しかし、「力道山時代にはなかった新しいプロレス」を標榜して旗揚げされた国際プロレスにとって、豊登は高い知名度により地方の興行師・プロモーターの受けが良いだけの「旧時代の遺物」にすぎなかった。その後1970年2月に一旦引退したが、これはギャンブルの借金が膨大となりTBSにまで借金取りが押し寄せたため、東京大学卒業者等も多かった当時の官僚的な体質のTBSに豊登は相応しくなくなり、TBS上層部から社長の吉原功に豊登をクビにするように頼んだのが真相である。
力道山の存命中なら彼の後ろ盾で不問に処されていたギャンブル癖は、国際プロレス追放時点では世間並みに指弾されるようになり、日本プロレス、東京プロレス、国際プロレスと立て続けにプロレス団体を追放されたことから、当時プロレス界復帰は絶望視された。追放後に松山の建設会社に就職したが、これは結局債権者から逃げるために過ぎなかった。
それからしばらくはプロレス界を離れて市井で働く新間寿に面倒を見てもらっていた。1972年3月、新日本プロレス旗揚げ戦に登場。復帰に関して最初は「吉原功に引退興行をしてもらって正式に引退しているからカムバックはない」「もう体力的に無理だ」と断ったが、新間が「私は豊さんが出るということで（猪木）社長から金を受け取っているんですよ」とハッタリを口にしたことで復帰を決めた。復帰に際して自転車で1日80km走る、150kgのベンチプレスを行うなどしていたが、スパーリングではすぐ息が上がったりボディスラムの感覚を忘れていたりと精彩を欠いていた。旗揚げ戦では全盛期のようなパフォーマンスを見せることはできなかったがファンからは喝采を送られた。その後も継続参戦する。
1973年、坂口征二の合流でNET（現：テレビ朝日）の新日本プロレス放映が決定し、経営の見通しが立ったことに伴い勇退。「新春バッファロー・シリーズ」最終戦（2月20日、横浜文化体育館）の対ブルーノ・ベッカー戦が現役最後の試合となった。一説にはNETがテレビ中継を行う条件の一つとして「豊登、ユセフ・トルコと営業社員1名の追放」を要求していたとされる。背景には豊登がギャンブルの借金返済のため、闇金融筋などに新日本プロレスの地方興行の興行権を渡していたことがあり、それら「黒い付き合い」をNETが嫌ったのが真相だという。

### 引退後
その後は1974年10月10日、蔵前国技館での猪木VS大木金太郎戦でレフェリーを担当。以降はプロレス業界との接点を絶ち、一説には「ヤクザの用心棒をしていた」「浮浪者になった」などの噂も飛んだ。この頃は糖尿病の影響もありかなりやせ細り、当時を知る関係者によれば、現役時代の面影はほぼ無かったという。
1989年2月22日、新日本プロレスの『スペシャルファイト・イン国技館』で行なわれたユセフ・トルコ引退セレモニーに来賓として登場、公の場に久々に姿を見せた。最晩年は力道山の未亡人である田中敬子と交流があり、田中によれば豊登は「面倒を見てくれる僧侶がおり、その寺の離れで暮らしていた」という。
1998年7月1日、心筋梗塞のため死去。67歳没。本人の意向により、葬儀は近親者のみで行われ、訃報も約2か月半公表されなかった。

## 逸話

### 豊登伝説
残された伝説、逸話は数多い。代表的なものを挙げる。
- 数度の金銭トラブルを起こすほどのギャンブルマニア。特に競輪に凝っていた。藤波辰爾に競輪選手への転向を本気で勧めたり、自ら自転車を手に入れて、トレーニングと称し乗り回したりしていた[19]。
  - リキボクシングクラブの第1号選手で、後に金融業を営む実業家となった琴音隆裕は、豊登は現代で言うギャンブル依存症と推測されるが、当時はそのような治療が無かったと語っている[13]
- 競馬にも一家言持っており、パドックで馬を見た後しか馬券を買わなかった。毛並みのつや、目、そして馬糞まで調べた。最後には「俺は馬語が解る」と言っていたという。また、競馬新聞の社長の家に1室を与えられて住んでいた[20]。
- 常軌を逸した大食漢であり、好物の握り寿司を一度に250個食べたことがあるといわれる。早食いでも周囲を驚かせており、山本小鉄は「一緒にラーメンを食べに行って、こっちが一杯目を食べ終わる前に三杯目を注文していた」「色々なレスラーの中で、胃袋に関しては別格」と述懐している[19]。
- 日本で初めての覆面レスラーとされる「覆面太郎（ストロング小林）」に対抗して、「ミスターZ」という青覆面のマスクマンになったことがある。
- 十八番は自らの手で替え歌にした「ソーラン節」。ほとんど猥歌と化していた[19]。
- 失踪癖があった[19]。これは現役引退後も続き、OB会を組織する動きが出た際、豊登の消息を知るものは誰一人としていなかった（後に判明）。
- 両腕を前で交差させ、脇の下から「パコン、パコン」と音を鳴らすパフォーマンスは非常に有名で、豊登の代名詞。桑田佳祐は1983年、小林克也率いるナンバーワンバンドに「プロレスを10倍楽しく見る方法〜今でも豊登を愛しています」という曲を提供したが、歌詞中にもやはり、「パコン、パコン」と小林克也が絶叫する部分がある。外国人レスラーがこの音を気持ち悪がったため、技として通用するともいわれた。新日本プロレスの旗揚げ戦でも仕上がりが悪い中でこのパフォーマンスで客の喝采を掴み取った[14]。
- 山下財宝伝説を信じており、周囲のレスラー仲間に採掘の話を持ちかけたこともあった。
- 怪力で知られており、ある時新間寿と一緒に別府の温泉へ行って風呂に入りながら世間話をしていたら「新間にはいつも世話になっているから、一つぐらいワシの本気を見せてやろう」とタオルを左右に引っ張ってビシッと切った。また、ライトバンが山道の溝にはまったときはその怪力で一人で動かしたこともある[14]。またグレート小鹿の回想によれば、リキ・スポーツパレスのボウリング場で、ボウリングの球をピンめがけて（転がすのではなく）放り投げたところ、球が上空に上がりすぎてしまい天井を突き破ってしまったことがある[21]。
- 筋肉だけでなく骨も物凄く丈夫で、文字通り筋骨隆々であった。レスラーとしては上背がさほど無く、晩年は一般人のような体格に見えたといわれるが、火葬後の骨上げの際、その骨の大きさで周囲を驚かせた。

### その他
- 上記のような数々の伝説を残しているが、山本小鉄の回想によると、普段は温厚で後輩に対して横暴に振る舞うことも無かったため、多くの後輩レスラーが彼を慕っていたという。東京プロレスで豊登に振り回された猪木も「若い頃は可愛がってくれましたし、本当に恨みは何もないんですよ[22]」「豊登さんの存在がなかったら、絶対にプロレスを辞めていた[23]」と振り返っている。しかし、そんな豊登もレスラー生活に馴染めない関川哲夫（後のミスター・ポーゴ）から長々と愚痴を聞かされて堪忍袋の緒が切れてしまい、関川の顔が腫れ上がる程に殴ったことがある。翌朝に山本と会った豊登は「やっちゃったよ…」と落ち込んでいたという。
- 数多くのレスラーのリングネームの名付け親で知られた。「アントニオ猪木」も彼の命名。命名の傾向としては
  - 時代劇の登場人物や侠客・剣客をイメージしたもの（例・田中忠治、上田馬之助、松岡巌鉄、小鹿雷三〈後のグレート小鹿〉、山本小鉄、星野勘太郎など）
  - 出身地からの連想（例・高千穂明久〈後のザ・グレート・カブキ〉、草津清正〈後のグレート草津〉）
  - 動物（例・高崎山猿吉〈後の北沢幹之〉、大熊熊五郎〈後の大熊元司〉、林牛之助〈後のミスター林〉）

があげられる（北沢は大分県出身なので、出身地からの連想でもある）。
- 豊登が死去した際、日本テレビの情報番組『THE・サンデー』にて豊登の追悼コーナーを組み、かつてのプロレス実況アナウンサーでもあった徳光和夫が豊登のエピソードを語っていた。

## 得意技
- 逆エビ固め
- サバ折り
- パコンパコン
- アルゼンチン・バックブリーカー
- カナディアン・バックブリーカー
- シュミット式バックブリーカー
- エルボースマッシュ（エルボー・バット）
- ぶちかまし

## 獲得タイトル
日本プロレス
- ハワイタッグ王座
- アジアタッグ王座

国際プロレス
- IWA世界タッグ王座
- TWWA世界タッグ王座

WWA
- WWA世界ヘビー級王座

## 力士時代の主な成績

### 通算成績
- 通算成績：174勝135敗11休 勝率.563
- 幕内成績：21勝19敗5休 勝率.525
- 現役在位：24場所
- 幕内在位：3場所
- 各段優勝
  - 十両優勝：1回（1953年9月場所）

### 場所別成績
| 1947年 （昭和22年） | x                  | x                | 新序 3–2           | 東序ノ口5枚目 3–3       |
| 1948年 （昭和23年） | x                  | x                | 東序二段18枚目 4–2 | 西序二段3枚目 4–2       |
| 1949年 （昭和24年） | 東三段目15枚目 9–3 | x                | 西幕下20枚目 9–6   | 西幕下11枚目 9–6        |
| 1950年 （昭和25年） | 西幕下6枚目 7–8    | x                | 西幕下6枚目 11–4   | 西十両11枚目 2–13       |
| 1951年 （昭和26年） | 東幕下5枚目 8–7    | x                | 西幕下3枚目 10–5   | 東十両11枚目 7–8        |
| 1952年 （昭和27年） | 東十両13枚目 7–8   | x                | 東十両14枚目 7–8   | 東十両15枚目 5–10       |
| 1953年 （昭和28年） | 東幕下2枚目 10–5   | 西十両15枚目 9–6 | 東十両13枚目 6–3–6 | 東十両13枚目 優勝 12–3  |
| 1954年 （昭和29年） | 西十両4枚目 11–4   | 東前頭20枚目 9–6 | 東前頭17枚目 6–4–5 | 東前頭15枚目 引退 6–9–0 |
| 各欄の数字は、「勝ち-負け-休場」を示す。 優勝 引退 休場 十両 幕下 三賞：敢=敢闘賞、殊=殊勲賞、技=技能賞 その他：★=金星 番付階級：幕内 - 十両 - 幕下 - 三段目 - 序二段 - 序ノ口 幕内序列：横綱 - 大関 - 関脇 - 小結 - 前頭（「#数字」は各位内の序列） |                    |                  |                    |                         |

### 幕内対戦成績
| 大瀬川 | 1 | 0 | 大起   | 1 | 0 | 大晃   | 1 | 1(1) | 神錦   | 0 | 2 |  |  |  |
| 琴ヶ濱 | 0 | 1 | 琴錦   | 0 | 1 | 嶋錦   | 0 | 1    | 大天龍 | 0 | 3 |  |  |  |
| 楯甲   | 1 | 0 | 常ノ山 | 1 | 1 | 鶴ヶ嶺 | 1 | 2    | 輝昇   | 1 | 2 |  |  |  |
| 出羽湊 | 1 | 0 | 鳴門海 | 1 | 0 | 成山   | 0 | 1    | 緋縅   | 2 | 0 |  |  |  |
| 備州山 | 2 | 0 | 広瀬川 | 1 | 0 | 福ノ里 | 2 | 0    | 二瀬山 | 1 | 1 |  |  |  |
| 増巳山 | 1 | 0 | 宮錦   | 1 | 1 | 吉井山 | 1 | 1    | 若前田 | 0 | 1 |  |  |  |

## 改名歴
- 定野 道春（さだの みちはる）1947年6月場所 - 1948年10月場所
- 金田山 道春（かなたやま みちはる）1949年1月場所 - 1949年5月場所
- 豊登 道春（とよのぼり みちはる）1949年10月場所 - 1954年9月場所

## 出演

### 映画
- プロレスWリーグ 血ぬられた王者（1968年、東映） - ドキュメンタリー映画